# 4722 Agelaos
4722 Agelaos este un asteroid descoperit pe 16 octombrie 1977 de Cornelis van Houten și Tom Gehrels.